# Сражение у Татищевой
Сражение у Татищевой — сражение Крестьянской войны 1773—1775 годов, произошедшее 22 марта (2 апреля) 1774 года между правительственными войсками и главной армией Емельяна Пугачёва у крепости Татищевой, ставшее первым серьёзным поражением пугачёвцев.

## Предыстория
27 сентября (8 октября) 1773 года яицкие и илецкие казаки под командованием Пугачёва штурмом взяли крепость Татищеву, находившуюся неподалёку от Оренбурга. Офицеры гарнизона во главе с бригадиром фон Биловым и полковником Елагиным погибли в бою либо были расстреляны казаками после боя, сдавшиеся солдаты приведены к присяге «амператору Петру Фёдоровичу» и переведены в казаки. В течение полугода крепость находилась в руках повстанцев; ею управляли назначенные Пугачёвым атаманы — сперва местный священник Стефан Симеонов, а затем живший здесь ссыльнопоселенец Андрей Шадрин.
Во второй половине февраля 1774 года по приказу нового командующего правительственными войсками, направленными на подавление восстания, генерал-аншефа А. И. Бибикова, к осаждённому Оренбургу направлялись два соединения — корпус генерала П. Д. Мансурова со стороны Бузулукской крепости в составе четырёх лёгких полевых команд и двух эскадронов Бахмутского гусарского полка и корпус генерала П. М. Голицына, соединившийся в Бугульме с отрядом генерала Фреймана и продвигавшийся к Оренбургу от Бугуруслана.
Пугачёв, находившийся в Яицком городке и занятый осадой его городовой крепости, получил сообщение о приближении правительственных корпусов к занятым отрядами повстанцев Сорочинской и Тоцкой крепостям от атамана Ильи Арапова. Пугачёв немедленно отправил в Сорочинскую атамана Овчинникова с отрядом в 500 яицких казаков c приказом стянуть туда же отряды калмыков Дербетева, а сам поспешил в лагерь главной армии в Берды. Взяв там 1000 человек и 10 пушек, Пугачёв также прибыл в Сорочинскую.
6 марта крестьяне деревни Пронкиной в 37 верстах от Сорочинской сообщили пугачёвцам о прибывшем в деревню отряде правительственных войск — это были передовые сводные отряды майора Елагина и полковника Хорвата, в их состав входили две роты гренадеров, две егерские команды, бахмутские и изюмские гусары, чугуевские казаки, карабинеры Архангелогородского полка. Солдаты устали после долгого перехода в условиях тяжелейшей метели, а офицеры скомандовали располагаться на ночлег, не предприняв никаких мер предосторожности. Отряды Овчинникова, Арапова, Речкина и Дербетева под покровом ночной вьюги незаметно подошли к деревне и атаковали спящих. Майор Елагин был убит в ходе начавшейся паники, но затем оставшиеся в живых офицеры сумели собрать солдат для контратаки, вынудив пугачёвцев отступить.
Пугачёв с Овчинниковым решили отойти к Татищевой крепости, прикрывавшей пути к Оренбургу и Яицкому городку. Пугачёв привел из Бердинского лагеря ещё 5000 человек и 20 пушек. Общая численность повстанцев, собранных в Татищевой, по оценке генерала Голицына, была около 9 тысяч человек — из них около 3000 казаков, 2300 башкир, калмыков и татар, 1800 заводских крестьян, а также около 2000 «пехотных» — перешедших на сторону восставших солдат и окрестных крестьян. Артиллерию крепости составляли 36 пушек.
Восставшие начали укреплять крепость (в частности, соорудили поверх сгоревших стен политый водой снеговой вал). Пугачёв лично руководил расстановкой орудий и «размерил дистанцию, сколь далеко его пушки», а также отобрал состав орудийной прислуги — были выбраны «самые проворные люди, а правильно показывал стрелять сам Пугачёв». По задумке Пугачёва и Овчинникова, правительственные войска должны были быть атакованы неожиданно, а потому был отдан приказ «чтобы была совершенная в городе тишина, и чтобы люди всячески скрылись, дабы не видно было никово и до тех пор к пушкам и каждому к своей должности не приступать, покуда корпус князя Голицына не подойдет на пушечный выстрел ядром».

## Сражение
22 марта (2 апреля) к стенам крепости подошёл соединённый корпус генералов Голицына и Мансурова (7000 человек при 25 орудиях). На разведку был выслан разъезд чугуевских казаков, обнаруживший в крепости многочисленных повстанцев. Попытка догнать их не увенчалась успехом, был пленен лишь один казак, сообщивший о составе правительственного корпуса. Задуманный план был нарушен, сражение началось с артиллерийской дуэли, длившейся около 4 часов без успеха для обеих сторон. Голицын начал штурм, в ответ пугачёвцы вышли на вылазку, нарушив ряды атакующих. Повстанцы безуспешно пытались агитировать солдат: «Братцы-солдаты, что вы делаете? Вы идёте драться и убивать свою братью христиан, защищающих истиннаго государя Петра III, который здесь в крепости находится!» Генералы Голицын, Мансуров и Фрейман были вынуждены лично вести солдат в атаку, чтобы привести в порядок расстроенные батальоны. В течение нескольких часов шёл отчаянный бой с переменным успехом. В бой со стороны Голицына был введён последний резерв из сводного батальона Вятского и Томского полков. Генерал Фрейман лично со знаменем 2-го гренадерского полка бросился в решающую атаку, войска атаковали «по грудь в снегу». Генерал Голицын также шёл в рядах атакующих «с обнажённой шпагой». Наконец, победа стала склоняться на сторону правительственных войск, чугуевские казаки и гусары под командованием Мансурова были направлены перерезать пути отступления восставшим в сторону Илецкого городка и Оренбурга. В этот момент Овчинников уговорил Пугачёва прорываться в Берды к основной армии, пока это было возможно. По воспоминаниям генерала Фреймана, пугачёвцы «в одних рубахах, перевязав белыми платками», отбивая одну атаку за другой, «отважно защищались» и на стенах крепости, и внутри неё уже в то время, когда исход сражения был предрешён. Овчинников продолжал бой, пока не закончились орудийные заряды, а затем с тремя сотнями оставшихся казаков сумел прорваться и отойти к Нижнеозёрной крепости. Войска преследовали повстанцев на протяжении 11 вёрст.
Потери повстанцев составили 1315 человек убитыми в крепости и 1180 убитых при отступлении, среди которых был и атаман Арапов, около 4 тысяч человек было взято в плен («290 яицких и илецких казаков и более трёх тысяч разнаго сброда…»), из них большое количество раненных, в крепости осталась вся артиллерия и обоз; правительственные же войска потеряли 141 человек убитыми и 516 ранеными. Князь Голицын в своём рапорте А. Бибикову писал: «Дело столь важно было, что я не ожидал такой дерзости и распоряжения в таковых непросвещенных людях в военном ремесле, как есть сии побежденные бунтовщики».

## Итог
Поражение восставших у Татищевой привело к немедленному снятию осады с Оренбурга и к их дальнейшему отступлению. Екатерина II произвела Бибикова в подполковники лейб-гвардии Измайловского полка, генералы Мансуров и Фрейман были награждены орденами Святой Анны, генералу Голицыну было пожаловано имение в Могилёвской губернии. Два офицера, доставившие императрице донесение об одержанной победе, были досрочно произведены в следующие чины, все остальные участники боя, включая солдат, были пожалованы «третным жалованием». Очередное сражение пугачёвцев с отрядом Голицына состоялось 1 апреля у Сакмарского городка.